# Зицбител
Зицбител (њем. Siezbüttel) општина је у њемачкој савезној држави Шлезвиг-Холштајн. Једно је од 112 општинских средишта округа Штајнбург. Према процјени из 2010. у општини је живјело 63 становника. Посједује регионалну шифру (AGS) 1061099.

## Географски и демографски подаци
Зицбител се налази у савезној држави Шлезвиг-Холштајн у округу Штајнбург. Општина се налази на надморској висини од 20 метара. Површина општине износи 4,1 km². У самом мјесту је, према процјени из 2010. године, живјело 63 становника. Просјечна густина становништва износи 15 становника/km².